# Kazuki Iimura
Kazuki Iimura (japanisch 飯村 一輝, Iimura Kazuki; * 27. Dezember 2003) ist ein japanischer Florettfechter.

## Erfolge
Kazuki Iimura begann 2009 mit dem Fechten und gab sein internationales Debüt im Jahr 2019 beim Weltcup in Tokio. 2022 gelangen dem Rechtshänder seine ersten internationale Medaillengewinne, als er bei den Asienmeisterschaften in Seoul im Mannschaftswettbewerb die Goldmedaille gewann. Zusammen mit Kyōsuke Matsuyama, Takahiro Shikine und Kenta Suzumura bezwang er im Finale die südkoreanische Équipe mit 45:33. Ein Jahr darauf verteidigte er mit der Mannschaft bei den Asienmeisterschaften in Wuxi erfolgreich den Titel. Die in ihrer Besetzung unveränderten Japaner besiegten dabei erneut Südkorea, diesmal mit 45:38. Im selben Jahr wurden, mit einem Jahr Verzögerung, die Asienspiele 2022 in Hangzhou ausgetragen, bei denen Iimura zusammen mit Kyōsuke Matsuyama, Takahiro Shikine und Kenta Suzumura zum japanischen Aufgebot im Mannschaftswettbewerb gehörte. Nach einem Auftaktsieg gegen Katar im Viertelfinale unterlagen die Japaner im anschließenden Halbfinale ihren chinesischen Kontrahenten knapp mit 44:45 und erhielten damit die Bronzemedaille. Weitaus erfolgreicher verliefen die Weltmeisterschaften 2023 in Mailand für die vier Japaner. Sie besiegten ab dem Viertelfinale nacheinander Südkorea, Hongkong und China, womit sie sich den Gewinn des Weltmeistertitel sicherten.
2024 folgten weitere Medaillengewinne bei den Asienmeisterschaften in Kuwait. Im Einzel erreichte Iimura das Finale, in dem er seinem Landsmann Kyōsuke Matsuyama mit 7:15 unterlag. Mit der japanischen Mannschaft, zu der neben ihm noch Kyōsuke Matsuyama, Takahiro Shikine und Yūdai Nagano gehörten, unterlag er im Halbfinale Südkorea mit 41:45 und gewann damit Bronze. Bei den Olympischen Spielen 2024 in Paris ging Iimura in zwei Disziplinen an den Start. Im Einzel traf er nach einem 15:7-Auftakterfolg gegen den Ägypter Alaaeldin Abouelkassem auf den US-Amerikaner Alexander Massialas, den er mit 15:8 bezwang. Im Viertelfinale gewann er mit 15:14 gegen Maxime Pauty aus Frankreich und traf im Halbfinale auf Cheung Ka Long aus Hongkong, dem er mit 11:15 unterlag. Auch das abschließende Gefecht um die Bronzemedaille verlor er mit 11:15 gegen Nick Itkin aus den Vereinigten Staaten. Im Mannschaftswettbewerb erreichte er gemeinsam mit Kyōsuke Matsuyama, Takahiro Shikine und Yūdai Nagano sogar das Finale, nachdem in der ersten Runde Kanada mit 45:26 und im anschließenden Halbfinale Frankreich mit 45:37 bezwungen wurden. Dort trafen die Japaner auf die Équipe Italiens, die sie mit 45:36 ebenfalls bezwangen und damit Olympiasieger wurden.
Iimura studiert an der Keiō-Universität. Sein Vater Hidehiko Iimura ist gleichzeitig sein Trainer, der bereits Yūki Ōta trainierte. Seine Schwester Ayano Iimura gab 2022 ihr Weltcupdebüt im Fechten.